# Acanthagrion trilobatum
Acanthagrion trilobatum là một loài chuồn chuồn kim trong họ Coenagrionidae.
Acanthagrion trilobatum được Leonard miêu tả khoa học năm 1977.